# Seehof (Zwitserland)
Seehof (tot 1914 officieel in het Frans Elay) is een gemeente en plaats in het Zwitserse kanton Bern, en maakt deel uit van het district Jura bernois.
Seehof telt 6982 inwoners.